# Gruppo Toscano
Il Gruppo Toscano è il gruppo di architetti che firmò il progetto e la realizzazione della stazione di Santa Maria Novella a Firenze.
Era composto da Giovanni Michelucci, all'epoca quarantenne e già professore universitario, e dai laureandi:
- Pier Niccolò Berardi (ventisettenne)
- Nello Baroni (venticinquenne)
- Italo Gamberini (ventiquattrenne)
- Sarre Guarnieri  (ventisettenne)
- Leonardo Lusanna (ventitreenne, l'unico non toscano, di origine siciliana)

Si erano già associati alla fine del 1931 per la progettazione dei padiglioni provvisori della IV Fiera del libro a Firenze e per il concorso per il piano regolatore di Verona. Inizialmente aveva fatto brevemente parte del gruppo anche Gherardo Bosio. Il gruppo partecipò anche alla III mostra del MIAR del marzo 1932.
Il Gruppo cooperò quindi dal 1931 al 1934, per poi sciogliersi, salvo restare un collegamento informale tra gli architetti, che si consultarono reciprocamente in opere successive, come la Palazzina Reale di Santa Maria Novella, firmata dal solo Michelucci.